# Jesse Young
Jesse Wade Young (Peterborough, 29 aprile 1980) è un ex cestista canadese naturalizzato irlandese, professionista in Spagna e in Italia.

## Carriera
Con il Canada ha disputato quattro edizioni dei Campionati americani (2003, 2007, 2009, 2011).

## Palmarès
- Liga catalana: 1

Joventut Badalona: 2005
- FIBA EuroCup: 1

Joventut Badalona: 2005-06